# Krsy
Krsy település Csehországban, a Észak-plzeňi járásban. Krsy Bezvěrov, Ostrov u Bezdružic, Nečtiny, Úterý, Úněšov és Blažim településekkel határos. Lakosainak száma 268 fő (2024. január 1.).

## Népesség
A település lakosságának változását az alábbi diagram mutatja:
| Lakosok száma | 1506 | 1366 | 1171 | 482  | 254  | 217  | 232  | 245  | 256  | 268  |
|               | 1869 | 1890 | 1921 | 1950 | 1980 | 2001 | 2017 | 2019 | 2022 | 2024 |